# Поддякон, Андрей Владимирович
Андрей Владимирович Поддякон (22 августа 1977) — российский хоккеист. Защитник.

## Хоккейная карьера
Воспитанник глазовского хоккея. Хоккейную карьеру начал в 1993 году в команде мастеров Прогресс. В общей сложности в различных российских чемпионатах провел 539 матчей.
В составе нижегородского «Торпедо» двукратный победитель высшей лиги чемпионата России (2003, 2007).